# Workplace Shell
De Workplace Shell is een object-georiënteerde grafische werkomgeving
die geproduceerd werd door het ontwikkelingslab van IBM in Boca Raton voor OS/2 2.0. Het was een radicale verschuiving ten opzichte van het Program Manager-type gebruiksoppervlak dat eerdere versies van OS/2 deelden met Windows 3.x.
Workplace Shell-objecten werden meestal geschreven in de programmeertaal C en aan elkaar geknoopt met een met de naam "SOM" (kort voor System Object Model), ontwikkeld door IBM in hun Austin, Texas-lab. De klassen konden meestal gemanipuleerd worden vanuit Rexx-programma's.
Deze objecten werden uitgebracht in Dynamically Linked Library (DLL)-formaat en de gebruiker of andere programma's konden ermee omgaan alsof het echte objecten waren, al is er discussie mogelijk over de vraag of het SOM-paradigma daar dicht genoeg bij in de buurt kwam.
Een gedeelte van het ontwerp van de WPS dat een ontwikkelaar van een klasse Y die een klasse X uitbreidt, is in staat een Application Programming Interface (API) uit te voeren die door de hele werkomgeving alle instanties van klasse X kan 'vervangen' door instanties van klasse Y; dat wil zeggen bijna een retroactieve overerving. Dit schept ruimte voor vele nuttige werkplek-hulpprogramma's van derden die functionaliteit toevoegen aan bestaande objecten (meestal mappen) zonder toegang te hebben tot IBM's broncode.